# Салих аль-Йамани
Салих аль-Йамани или Салих ибн Махди ибн Али ал-Макбали ас-Санани ал-Макки (араб. صالح بن مهدي المقبلي‎; 1637, Макбал, Каукабан, Эялет Йемен, Османская империя — 1696, Мекка, Османская империя) — йеменский исламский салафитский учёный-богослов, муджтахид.

## Биография
Родился в деревне Макбал округа Каукабан в Йемене в 1637 году.
Сведения о шейхе сохранились в книге учёного Мухаммада аш-Шаукани. По его данным, Салих аль-Йамани получил хорошее образование у йеменских учёных, среди которых был Мухаммад ибн Ибрахим ибн аль-Муфаддал в городе Шибам, куда Салих добирался каждый день из города Суля. Упорствовал в получении знаний, достиг больших успехов в изучении и усуль ад-дина, и усул ал-фикха. Хорошо знал арабский язык, экзегез, хадисы. После обучения у ибн аль-Муфаддала переехал в Сана, где вступал в дискуссии с местными учёными. Долгое время жил и преподавал в Мекке. По словам аш-Шаукани, Салих «часто снижал достоинство мутазилитов по некоторым догматическим вопросом и ашаритов по другим, суфиев по большинству их вопросов, факихов по многим их выводам, хадисоведов за некоторые их излишества».
Считал, что необходимо следовать путём саляфов, вместо традиционных в местности учёных, из-за этого местные богословы-традиционалисты приписывали его к зиндикам. Выступал за абсолютный иджтихад. Получил почётный статус муджтахида. Учеником аль-Йамани был крупный дагестанский богослов Мухаммад аль-Кудуки. Согласно описанию биографа Назира ад-Дургели, некоторые взгляды Салиха противоречили четырём мазхабам, из-за чего тот попал под критику некоторых исламских учёных. К примеру, согласно мазхабам, для расторжения брака муж может единовременно трижды дать жене развод и это будет считаться действительным, а по мнению аль-Йамани, между тремя этими действиями должен быть промежуток времени. Аль-Йамани критиковал мазхабизм, так как видел в этом дробление мусульман на секты, и сравнивал таклид за мазхабами с тем, как иудеи и христиане впали в ширк из-за слепого следования священникам, как об этом сказано в Коране.

Дагестанский учёный Гасан Алкадари пишет, что до него дошёл рассказ об аль-Йамани:
В одном сборнике их рассказов я видел, что султан-хункар послал в Мекку, чтобы проверить знания шейха Салиха, учёных каждого из четырёх мазхабов для дискуссии с ним. Они нашли у него безбрежное море знаний и обнаружили, что его взгляды не выходят за пределы четырёх мазхабов, и потому согласились назвать его «Хашмал», чтобы указать на то, что он принадлежит к шафиитскому, ханифитскому, маликитскому и  ханбалитскому мазхабам.
Похожий рассказ присутствует и у аш-Шаукани.
Умер в Мекке в 1108 году хиджры — 1696/1697 году по григорианскому календарю.

## Семья
Дочь звали Зейнаб, его семья жила в мекканском доме, который примыкал к мечети аль-Харам.